# Ločnik (priimek)
Ločnik je priimek več znanih Slovencev:

## Znani nosilci priimka
- Pavel Ločnik (1888—1923), igralec